# Lucette Moreau (écrivain)
Pour les articles homonymes, voir Lucette Moreau et Moreau.
Lucette Moreau, née le 29 décembre 1925 à Buzancy (Aisne) et morte le 23 septembre 2020 à Amilly (Loiret), est une écrivaine et poétesse française.
Elle est récompensée de la médaille de bronze du prix Heredia de l'Académie française en 1999, pour son ouvrage Rimes en bouquets.
Le prix Lucette-Moreau est un prix littéraire créé en son honneur par l'Académie française en 2021, et récompense annuellement un recueil de poésie classique.